# AZS PSW Biała Podlaska
AZS PSW Biała Podlaska – sekcja piłkarska kobiet klubu uczelnianego AZS Państwowej Szkoły Wyższej im. Papieża Jana Pawła II w Białej Podlaskiej powstała w 2003. W latach 2006–2019 występowała w Ekstralidze.

## Historia
Sekcja kobiecej piłki nożnej klubu uczelnianego AZS Państwowej Szkoły Wyższej im. Papieża Jana Pawła II w Białej Podlaskiej została założona w 2003 pod nazwą AZS PWSZ Biała Podlaska. W pierwszym sezonie drużyna występowała w grupie lubelskiej II ligi. Zajęła w nim 2. miejsce. W następnym sezonie zespół zwyciężył rozgrywki z przewagą 5 punktów nad Górnikiem Łęczna. W sezonie 2005/06 zajął pierwszą pozycję w grupie północnej I ligi, umożliwiającą udział w barażach o Ekstraligę. W półfinale baraży przegrał z Golem Częstochowa, jednak dzięki wygranej w finale ze Stilonem Gorzów Wielkopolski wywalczył awans do najwyższej klasy rozgrywkowej. Od sezonu 2006/07 klub regularnie występował w Ekstralidze. W 2009 zespół zmienił nazwę na AZS PSW Biała Podlaska.
Przed startem sezonu 2019/20 ogłoszono, że drużyna zostanie wycofana z rozgrywek Ekstraligi. Decyzja o wycofaniu się została spowodowana trudną sytuacją finansową klubu. Od tego sezonu zespół zaczął występować w grupie lubelskiej III ligi. W związku z reorganizacją rozgrywek, w sezonie 2020/21 występował w IV lidze, grupie lubelskiej. Od sezonu 2021/22 występował pod nazwą UKS Pionier PSW Biała Podlaska. W sezonie 2024/25 zespół nie przystąpił do rozgrywek ligowych.

## Poszczególne sezony
Opracowano na podstawie:
| Sezon   | Liga                    | Miejsce | Punkty | Bramki | Puchar         | Uwagi                                                       |
| ------- | ----------------------- | ------- | ------ | ------ | -------------- | ----------------------------------------------------------- |
| 2003/04 | II liga (gr. lubelska)  | 2/7     | 27     | 60-14  | 1/2            |                                                             |
| 2004/05 | II liga (gr. lubelska)  | 1/10    | 52     | 151-12 | 1/2            |                                                             |
| 2005/06 | I liga (gr. północna)   | 1/6     | 42     | 48-17  | 1/4            | Awans po barażach                                           |
| 2006/07 | Ekstraliga              | 4/6     | 18     | 20-36  | Nie występował |                                                             |
| 2007/08 | Ekstraliga              | 5/6     | 12     | 13-49  | 1/4            | Utrzymanie po barażach                                      |
| 2008/09 | Ekstraliga              | 4/6     | 20     | 16-32  | 1/2            |                                                             |
| 2009/10 | Ekstraliga              | 4/6     | 28     | 25-40  | 1/2            |                                                             |
| 2010/11 | Ekstraliga              | 7/10    | 22     | 22-24  | 1/2            |                                                             |
| 2011/12 | Ekstraliga              | 6/10    | 18     | 19-30  | 1/4            |                                                             |
| 2012/13 | Ekstraliga              | 6/10    | 21     | 19-28  | 1/2            |                                                             |
| 2013/14 | Ekstraliga              | 8/10    | 14     | 12-44  | 1/8            |                                                             |
| 2014/15 | Ekstraliga              | 7/12    | 25     | 20-36  | 1/8            |                                                             |
| 2015/16 | Ekstraliga              | 9/12    | 29     | 17-38  | 1/4            |                                                             |
| 2016/17 | Ekstraliga              | 11/12   | 22     | 23-52  | 1/8            | Utrzymanie dzięki wycofaniu się z rozgrywek GOSiR Piaseczno |
| 2017/18 | Ekstraliga              | 9/12    | 26     | 44-63  | I runda        |                                                             |
| 2018/19 | Ekstraliga              | 8/12    | 38     | 66-52  | I runda        | Zespół wycofał się z rozgrywek po sezonie                   |
| 2019/20 | III liga (gr. lubelska) | 4/10    | 19     | 53-19  | –              | , degradacja do IV ligi z powodu reorganizacji rozgrywek    |
| 2020/21 | IV liga (gr. lubelska)  | 2/8     | 28     | 76-22  | –              |                                                             |
| 2021/22 | IV liga (gr. lubelska)  | 6/7     | 9      | 14-64  | –              | Jako UKS Pionier PSW Biała Podlaska                         |
| 2022/23 | IV liga (gr. lubelska)  | 3/5     | 15     | 20-16  | –              | Jako UKS Pionier PSW Biała Podlaska                         |
| 2023/24 | IV liga (gr. lubelska)  | 3/4     | 7      | 11-11  | –              | Jako UKS Pionier PSW Biała Podlaska                         |